# Neocorynura cicur
Neocorynura cicur är en biart som först beskrevs av Joseph Vachal 1904.  Neocorynura cicur ingår i släktet Neocorynura och familjen vägbin. Inga underarter finns listade i Catalogue of Life.